# Mikołaj Karaśkiewicz
Mikołaj Karaśkiewicz (ur. 4 grudnia 1892 w Kościanach, zm. 18 sierpnia 1951 w Polanicy-Zdroju) – polski pianista, organista, kompozytor, dyrygent chórów, długoletni pedagog w Państwowym Gimnazjum Klasycznym w Bydgoszczy. 

## Życiorys
Urodził się 4 grudnia 1892 r. w Kościanach w powiecie kaliskim. Był synem Stanisława i Jadwigi z domu Sadowicz. W 1915 r. ukończył Akademię Muzyki Kościelnej w Ratyzbonie w klasie fortepianu i organów. Na uczelni zaprzyjaźnił się z organistą Engelbertem Mulorzem. W latach 1920–1921 dyrygował chórem „Harmonia”. Od 1920 r. nauczał śpiewu i muzyki w Państwowym Gimnazjum Klasycznym w Bydgoszczy przy placu Wolności 9, po reformie szkolnej w 1935 r. zwane Państwowym Gimnazjum i Liceum im. Marszałka Józefa Piłsudskiego. Założył i prowadził męski chór szkolny, w którym śpiewało od 40 do 60 uczniów oraz kółko muzyczne, które w 1927 r. przekształciło się w orkiestrę szkolną, liczącą od 20 do 30 muzyków.
Uzupełniając etat nauczyciela, nauczał w latach 1928–1933 śpiewu w Państwowym Gimnazjum Humanistycznym przy ul. Grodzkiej. Od 1924 r. przez rok pełnił funkcję dyrygenta Bydgoskiego Okręgu Śpiewaczego. Po II wojnie światowej nadal uczył w I Liceum Ogólnokształcącym. 
Zmarł 18 sierpnia 1951 r. w Polanicy-Zdroju, podczas pobytu w sanatorium. Został pochowany na cmentarzu parafii Najświętszego Serca Pana Jezusa przy ul. Ludwikowo w Bydgoszczy.